# 平成27年台風第4号
平成27年台風第4号（へいせい27ねんたいふうだい4ごう、アジア名：Maysak、命名：カンボジア、意味：木の名前、フィリピン名：Chedeng）は2015年（平成27年）3月28日に発生した台風。3月としては観測史上最強の勢力にまで成長を続けた。また、3月までに台風が4つ発生するのは1965年以来50年ぶりであった。

## 概要

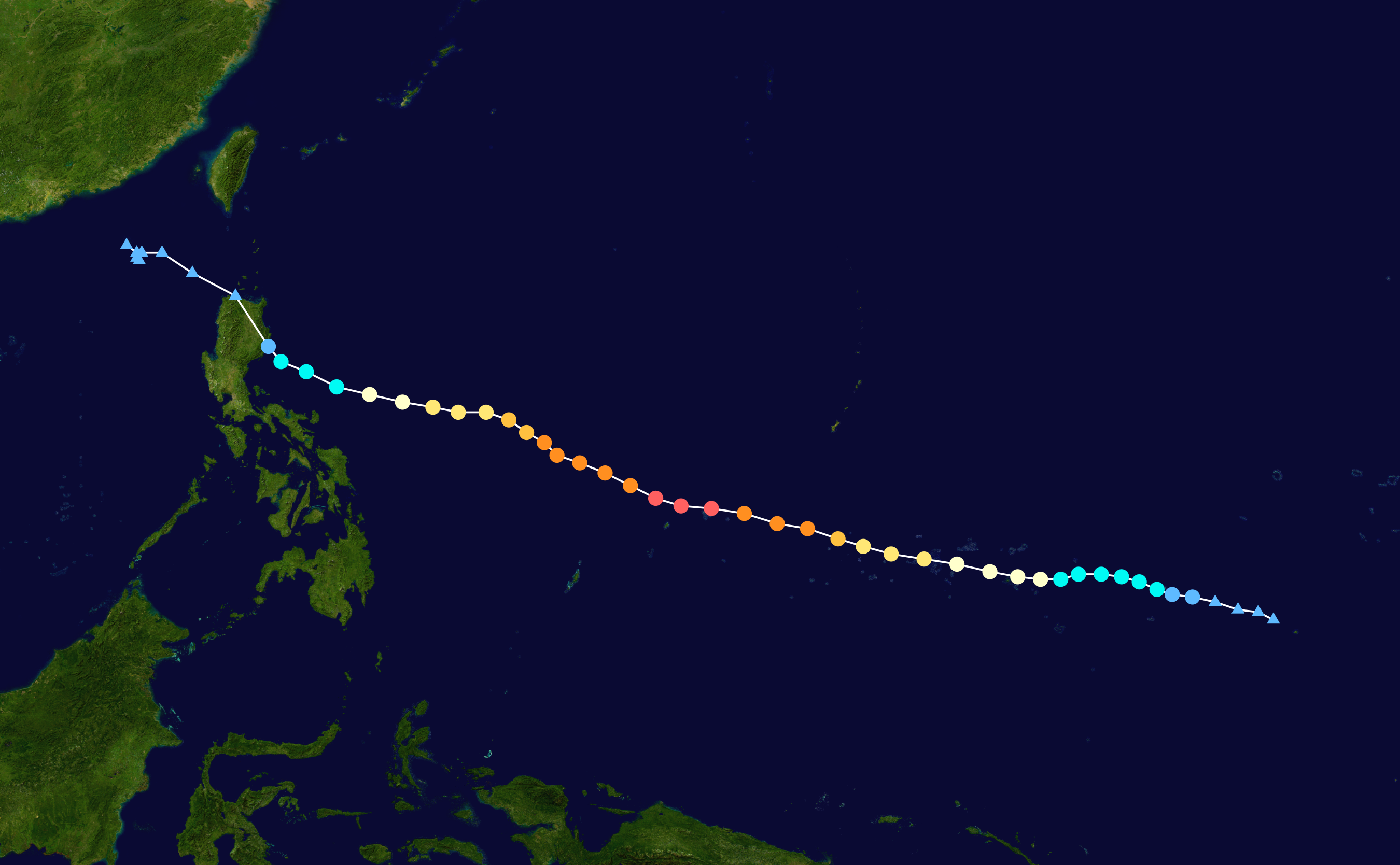
進路図

3月23日にマーシャル諸島近海で形成が始まった熱帯撹乱が成長し、合同台風警報センター（JTWC）は27日に熱帯低気圧番号04Wを与えた。04Wは28日3時（協定世界時27日18時）にマーシャル諸島の北緯7度50分、東経156度10分で台風となり、アジア名メイサーク（Maysak）と命名された。3月に台風4号が発生したのは1965年（昭和40年）以来50年ぶり、3月に2つの台風が発生したのは1991年（平成3年）以来24年ぶりであった。

アメリカ海洋大気庁(NOAA)による、台風のヤップ島最接近時のレーダー映像。

太平洋上を西進した台風は次第に成長して29日にはミクロネシア連邦のチューク諸島に襲来。同日にカテゴリー5の勢力になり、その後も西に進みながら成長を続けて、31日にはカロリン諸島・ヤップ島近海のファラウレップ環礁やソロール環礁付近を通過した。同日の日本時間18時に猛烈な台風となり、15時には中心気圧910ヘクトパスカル、中心付近の最大風速55メートルに達したが、その後は次第に勢力を弱めた。西進した台風は1日にフィリピンの監視エリアに達したため、フィリピン大気地球物理天文局（PAGASA）はフィリピン名チェデン（Chedeng）と命名した。台風の接近に伴いフィリピンでは3日にルソン島のカタンドゥアネス州と南カマリネス州にシグナル1の暴風雨警報 (PSWS)が最初に発令され、4日夕方にはイサベラ州、アウロラ州にシグナル3、ルソン島の広範囲にシグナル2とシグナル1の警報が発令。台風は現地時間5日午前8時頃、イサベラ州東岸に上陸したが、同日15時（協定世界時5日6時）に北緯18度、東経120度で熱帯低気圧となった。

## 影響

### ミクロネシア
チューク諸島では強風に加えて24時間で218ミリの豪雨があり、洪水による被害も発生。4月2日までの集計で9名の死亡が確認されており、最低でも6隻の船が沈没した。
また、多くの島で強風による住宅の倒壊や倒木が発生した。ウルシー環礁では毎時130マイル（約58メートル/秒）の強風による高潮で塩害が発生したほか、欧州連合から寄贈されたソーラーパネルが損傷、一部の飲料水タンクの破損も見られた。ファイス島でも風速が毎時100マイル（約45メートル/秒）に達した。

### フィリピン
各政府機関が台風への対応を準備したが、上陸までに台風の勢力が衰えていたため大きな被害はなく、被災者はイサベラ州とアウロラ州での708家族・2,761人にとどまった。